# Dugald Sutherland MacColl
Dugald Sutherland MacColl, né le 10 mars 1859 et décédé le 21 décembre 1948, est un peintre, pratiquant notamment l'aquarelle, un critique d'art art et un écrivain écossais. Il est conservateur de la Tate Gallery pendant 5 ans.
Il obtient le prix Prix James Tait Black en 1945, pour sa biographie sur Philip Wilson Steer.